# Hambone Willie Newbern
Hambone Willie Newbern (Haywood County, vermoedelijk 1901 - Memphis, 15 april 1965) was een Amerikaanse bluesmuzikant.

## Biografie
Over het leven van Newbern is weinig bekend. Hij liet in totaal zes opnamen na, die allen ontstonden in 1929 in een enkele sessie, waaronder definitief de eerste opname van de klassiekers Roll and Tumble Blues, She Could Toodle-Oo en Hambone Willie's Dreamy-Eyed Woman's Blues.
Newbern werd bekend in de omgeving van Brownsville, waar hij vaak samen optrad met Yank Rachell. Sleepy John Estes was zijn leerling. Van hem zijn de meeste beschikbare aanwijzingen over Newbern.
Newbern had een opvliegend karakter. Daardoor bracht hij enige tijd door in de gevangenis. Hij zou om het leven zijn gekomen tijdens een vechtpartij in 1947, dat echter werd tegengesproken door de speurders Bob Eagle en Eric LeBlanc, die beweren dat hij is overleden in zijn huis in Memphis in 1965.
- Bibsys: 9035282
- International Standard Name Identifier: 0000 0003 7283 6408
- Library of Congress Control Number: no96033974
- MusicBrainz: aef664fd-acb9-4bbd-b23c-0c6b42a7adda
- Virtual International Authority File: 244149196651574792783
- WorldCat: E39PBJvMvGrVxRmchbrpDx83cP